# Anna Tsuchiya
Anna Tsuchiya (土屋 アンナ, Tsuchiya Anna) est une chanteuse de J-rock, actrice, réalisatrice, mannequin née le 11 mars 1984 à Tokyo, d'une mère japonaise et d'un père américano-russe.

## Biographie
Anna Tsuchiya débute par une carrière de modèle à l'âge de 14 ans, pour différents magazines de mode dont Seventeen, puis des défilés de mode à la télévision en tant que mannequin. Elle participera également par la suite à différentes campagnes publicitaires tout au long de sa carrière.
En 2002, Anna âgée de 18 ans se lance dans le monde de la musique : elle se joint à K.A.Z (ex membre d'Oblivion Dust) afin de former un duo nommé Spin Aqua. Le groupe sort trois singles, un album, et un DVD contenant leurs clips vidéo, qui malheureusement ne rencontrent que peu de succès. Deux ans après ses débuts, Spin Aqua se sépare à la suite du mariage d'Anna avec le jeune modèle Joshua et surtout à la suite de sa grossesse ; son premier enfant nait le 19 novembre 2004.
En 2004, la jeune femme fait ses débuts en tant qu'actrice dans le film Kamikaze girls. Elle joue également dans Cha no Aji (Le Goût du thé) et elle continue de jouer dans plusieurs films et séries télévisées (drama). Plus récemment, elle joue dans le film Sakuran.
En 2005, Anna revient à la musique, et entame une carrière en solo sous le label Mad Pray Records de la maison de disque avex trax. Son premier disque, d'abord prévu être un single, est finalement un mini-album, intitulé Taste My Beat, qui sort le 24 août 2005 ; il contient une reprise de la chanson Somebody Help Me de Full Blown Rose, qui sert de générique à la version japonaise de la série Tru Calling.
En 2006, deux singles suivent, ainsi qu'un album de remix de ses titres. Les singles marchent moins bien que le mini-album, en dépit du titre My Fate, utilisé comme générique de fin de l'anime Rean no Tsubasa. Sa maison de disques achète les droits des génériques de la populaire série anime Nana, qu'interpréteront séparément Anna et Olivia à la place des deux chanteuses de fiction héroïnes de la série ; le 3e single d'Anna intitulé Rose sort donc en juin sous l'appellation Anna inspi' Nana, et sert de premier générique d'ouverture à la série.
Anna gagne en notoriété et profite de l'occasion pour sortir début août 2006 son premier album complet, Strip Me?, qui se classe 11e des meilleures ventes d'album à sa sortie. Entretemps la jeune femme a divorcé de son mari Joshua en juillet 2006, et s'est rendue pour la première fois en France à l'occasion de Japan Expo.
Au début de 2007, Anna sort deux autres singles en tant que Anna inspi' Nana : Kuroi Namida et Lucy, ainsi que son premier DVD live, avec son concert au Shibuya Club Quattro filmé durant sa tournée. Le 28 février 2007 sort l'album Anna Tsuchiya Inspi' Nana (Black Stones), regroupant toutes les chansons qu'Anna a interprété pour l'animé Nana ; cet album sort également en France chez Wasabi Records le premier juin 2007.
En 2008, Anna Tsuchiya sort un troisième album, Nudy Show!, dont une version remixée sortira également quelques mois plus tard. En 2009, elle réalise son premier court métrage, Fish Bones, tiré du livre pour enfant qu'elle vient d'écrire : Tau no Bouken ("les aventures de Tau").
Après la naissance de son deuxième enfant le 26 mars 2010, Shimba, elle annonce la sortie de deux single pour juillet et août 2010, ainsi qu'un quatrième album pour septembre 2010 (Rule), et un best of de partitions qui sort le 4 juin 2010 sous le titre de Best Selection. Elle part en tournée à Okinawa (Okinawa Tour 2010) du 3 au 5 juillet 2010, tournée réservée à son Fan Club et organisée par Rosey.
En 2012, elle participe au groupe temporaire Halloween Junky Orchestra de Hyde.

## Discographie

### Albums
Mini-albums
1. Taste My Beat (24 août 2005)
2. Sugar Palm (11 mars 2014)
3. Lucifer (22 octobre 2014)

Albums originaux
1. Strip Me? (2 août 2006 au Japon, 24 octobre 2006 en France)
2. Anna Tsuchiya Inspi' Nana (Black Stones) (28 février 2007 au Japon, 16 avril 2008 en France, 7 juillet 2007 édition Deluxe France)
3. Nudy Show! (29 octobre 2008 au Japons, 25 février 2009 en France)
4. Rule (22 septembre 2010)

Compilations
1. Nana Best (21 mars 2007)
2. 12 Flavor Songs ~Best Collaboration~ (28 mars 2012)

Albums de remix
1. Taste My Xxxremixxxxxxx!!!!!!!! Beat Life! (23 mars 2006)
2. Nudy xxxremixxxxxxx!!!!!!!! Show! (11 mars 2009)

### Singles
1. Change Your Life (25 janvier 2006)
2. Slap that Naughty Body / My Fate (23 mars 2006)
3. Rose (28 juin 2006)
4. Kuroi Namida (黒い涙?) (10 janvier 2007)
5. Lucy (7 février 2007)
6. Bubble Trip / Sweet Sweet Song (1er août 2007)
7. Cocoon (30 janvier 2008)
8. Crazy World feat. AI (11 juin 2008)
9. Virgin Cat (17 septembre 2008)
10. Brave Vibration (1er juillet 2009)
11. Atashi (21 juillet 2010)
12. Shout in the Rain (18 août 2010)
13. Unchained Girl (28 septembre 2011)
14. Switch On! (23 novembre 2011)
15. Voyagers (22 août 2012)

Singles digital
1. GUILTY (17 décembre 2008)
2. Sing (8 juillet 2009)
3. Lovely Baby (30 mai 2012)
4. CARRY ON (27 octobre 2012)

### Autres
Vinyls
1. 2006 : Taste My Xxxremixxxxxxx!!!!!!!! Beat Life!
2. 2006 : Ah Ah (Shinichi Osawa Remix 12' Inch Version)

Chansons en collaboration
1. 2006 : My dear, hommage à Brian Jones†
2. 2006 : Butterfly (Don't Let My Sun Go Down), avec Fake?, sur l'album Marilyn is a Bubble
3. 2006 : Hotei vs. Tsuchiya Anna - Queen of the Rock, avec Tomoyasu Hotei, sur l'album Soul Sessions

## Filmographie

### Films
- 2004 : Kamikaze Girls (下妻物語, Shimotsuma monogatari?) de Tetsuya Nakashima : Ichigo Shirayuri
- 2004 : The Taste of Tea (茶の味, Cha no aji?) de Katsuhito Ishii : Aoi Suzuishi
- 2005 : Bashment (バッシュメント?) de Toshikazu Fukawa : Juri Ōmori
- 2005 : La Coccinelle revient (Herbie: Fully Loaded) de Angela Robinson (Doublage japonais)
- 2006 : Memories of Matsuko (嫌われ松子の一生, Kiraware Matsuko no isshō?) de Tetsuya Nakashima : prisonnière (Caméo)
- 2007 : Dororo (どろろ?) d'Akihiko Shiota : Lady Sabame
- 2007 : Sakuran (さくらん?) de Mika Ninagawa : Kiyoha
- 2008 : PACO and The Magical Book (パコと魔法の絵本, PACO to maho no ehon?) de Tetsuya Nakashima : Tamako
- 2009 : Kamui, le ninja solitaire (カムイ外伝, Kamui gaiden?) de Yōichi Sai : Ayu
- 2015 : Gonin Saga (GONIN サーガ?) de Takashi Ishii : Asami Kikuchi

### Drama
- 2005 : Arbeit Eye ~Hyaku Man-nin no Hyouteki~ (アルバイト探偵(アイ) ～100万人の標的～?)
- 2005 : Dublin no Kane Tsuki Kabi Ningen (ダブリンの鐘つきカビ人間?)

## Livres-photos
- 2003 : White Ice Sherbet
- 2004 : Anna Banana
- 2005 : Fleur
- 2005 : Happy Days - Anna, Mama ni Naru! (アンナ、ママになる!, Anna Became a Mother!?)
- 2007 : Tsuchiya Anna Photo Album

## Récompenses
- 2004 : Kinema Junpo Awards (meilleure actrice débutante)
- 2004 : Mainichi Film Awards (meilleure actrice débutante)
- 2004 : Houchi Film Award (meilleure actrice débutante)
- 2005 : 28e Japan Academy Prize (meilleure actrice débutante, meilleure second rôle (nommée))
- 2005 : 26e Festival du film de Yokohama (meilleure actrice débutante)